# Vårdsbergs distrikt
Vårdsbergs distrikt är ett distrikt i Linköpings kommun och Östergötlands län. 
Distriktet ligger öster om Linköping. 

## Tidigare administrativ tillhörighet
Distriktet inrättades 2016 och utgörs av socknen Vårdsberg i Linköpings kommun.
Området motsvarar den omfattning Vårdsbergs församling hade vid årsskiftet 1999/2000.